# Gotha Ka 430
Il Gotha Ka 430 era un aliante da trasporto tattico ad ala alta sviluppato dall'azienda tedesca Gothaer Waggonfabrik negli anni quaranta e rimasto allo stadio di prototipo.

## Storia del progetto
Nel 1943 la Gothaer Waggonfabrik decise di avviare lo sviluppo di un nuovo aliante da trasporto attingendo alle esperienze acquisite nella realizzazione del precedente Go 242 e da proporre al Reichsluftfahrtministerium (RLM), il ministero che nella Germania del periodo nazista sovraintendeva all'intera aviazione tedesca.
Il progetto venne affidato al direttore del proprio ufficio tecnico Albert Kalkert, il quale disegnò un velivolo che riproponeva l'impostazione del modello da cui derivava, realizzato in tecnica mista che abbinava una fusoliera con struttura portante realizzata in tubi d'acciaio saldati ricoperta di tela e strutture alari e di governo in legno, affinandone l'aerodinamica generale e riducendone le dimensioni generali. Dopo che vennero testati con successo alcuni particolari della struttura, la coda ed il portellone di carico posteriore, modificando un Go 242 A-2, l'RLM autorizzò l'avvio alla produzione di 30 esemplari di preserie indicati come Ka 430 A-0.
Il prototipo venne portato in volo per la prima volta nel corso del 1944 iniziando un ciclo di prove in volo al traino di Heinkel He 111 H e Junkers Ju 88 A.
Al termine della Seconda guerra mondiale la produzione si fermo alle sole 12 unità costruite, nessuna delle quali risulta essere mai stata utilizzata in operazioni durante il conflitto.

## Utilizzatori
Germania
- Luftwaffe